# Большое Кошаево
Большое Кошаево — деревня в Красноуфимском округе Свердловской области. Управляется Новосельским сельским советом.

## География
Населённый пункт расположен на правом берегу реки Иргина в 30 километрах на северо-северо-запад от административного центра округа — города Красноуфимск.

### Часовой пояс
Большое Кошаево как и вся Свердловская область, находится в часовой зоне МСК+2. Смещение применяемого времени относительно UTC составляет +5:00.

## Население
| 2002 | 2010 | 2021 |
| ---- | ---- | ---- |
| 301  | ↘268 | ↘99  |

## Инфраструктура
Деревня разделена на 10 улиц (8 Марта, Заречная, Зелёная, Лесная, Мира, Новая, Октября, Победы, Свободы, Сосновая) и один переулок (Дружбы).